# San Patricio (Paraguay)

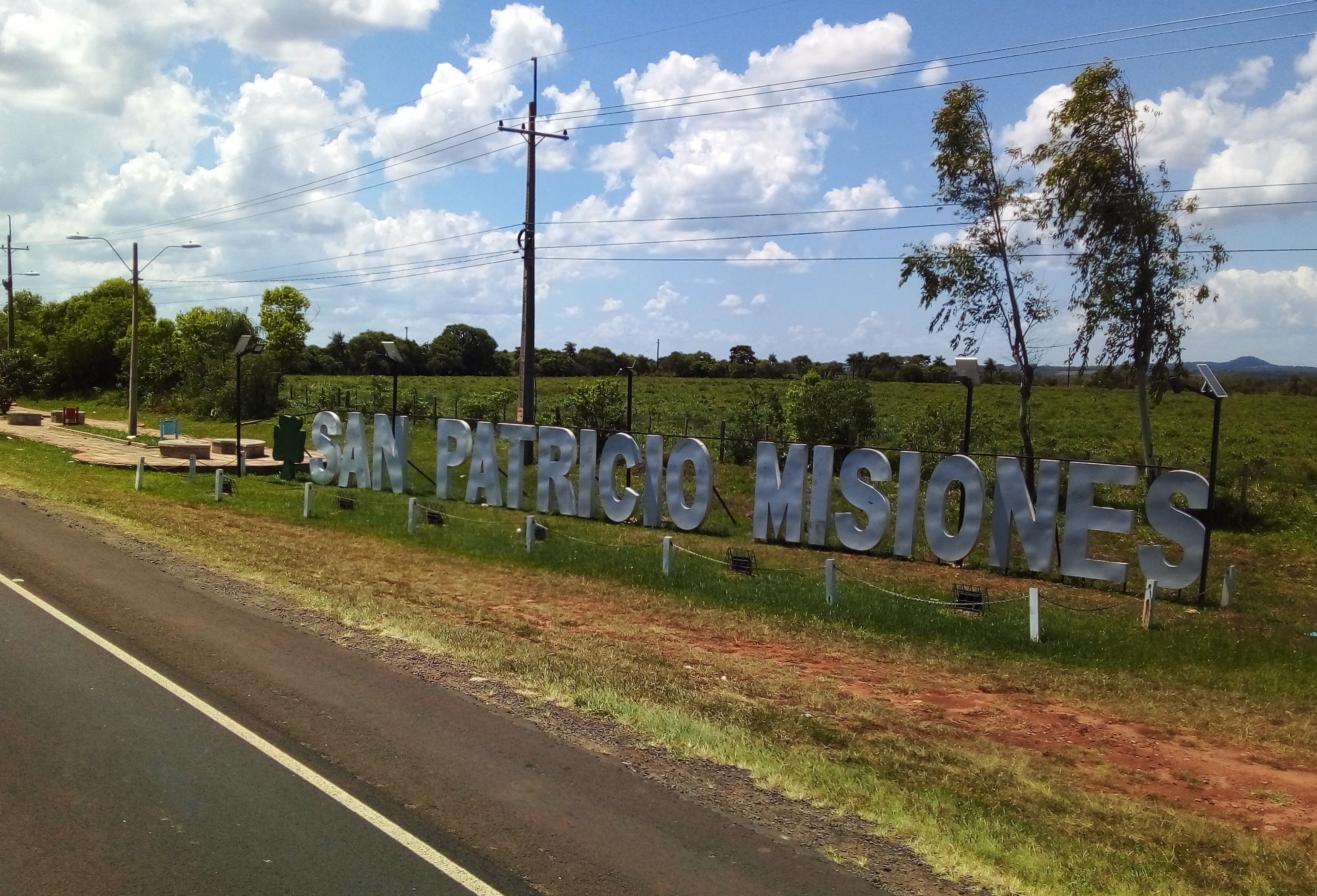
Acceso a San Patricio por la Ruta PY01.

San Patricio es uno de los distritos del Departamento de Misiones de Paraguay, ubicado a unos 252 km de la capital paraguaya, Asunción, y se independizó el 10 de julio de 1945. Es una ciudad donde existe la empatia, solidaridad y cordialidad. Sus habitantes se caracterizan por ser emprendedores que buscan el desarrollo de su comunidad. 

## Demografía
San Patricio cuenta con una población de 3 193 habitantes, según los datos oficiales del censo paraguayo de 2022.

## Cómo llegar
Se llega a este distrito por la Ruta 1 “Mcal. Francisco Solano López”, pasando el distrito de Santa Rosa Misiones, está ubicada en el km 252 de dicha ruta nacional.

## Clima
El clima en este distrito se presenta muy agradable, manteniendo una temperatura muy agradable.